# Astrild des fées
Brunhilda charmosyna
Espèce
Statut de conservation UICN

 LC  : Préoccupation mineure
L'Astrild des fées (Brunhilda charmosyna) est une espèce de passereaux appartenant à la famille des Estrildidae.